# 対サイバーテロ国際多国間提携
対サイバーテロ国際多国間提携（たいサイバーテロこくさいたこくかんていけい、International Multilateral Partnership Against Cyber Threats）は、サイバーテロの脅威に対応するための国際機関である。サイバーテロリズム対策国際多国間パートナーシップとも訳す。略称IMPACT（インパクト）。

## 概要
マレーシアのサイバージャヤにモハマド・ヌール・アミン（en:Mohd_Noor_Amin）によって2008年に設立された。マレーシアのアブドラ首相の主導で提唱されたと報じられている。国際電気通信連合（ITU）の正式パートナーシップとして2011年5月に署名している。ITUと共同して活動する際は、ITU-IMPACTと報じられる事も多く、その記述が公式ホームページで確認できる。発電所や公共交通網などを機能不全に陥れる「大量破壊兵器」としてインターネットで、作動するプログラムを分析・追跡し、最終的には阻止する目的で設立された。高度なサイバー攻撃に対抗する術を持たない途上国の支援に始まり、現在は世界45カ国のウイルス対策を支援する。しかし、戦争状態では、バックドアの不安がある。援助も信頼できない。国際諮問委員会を設立している。

## 国際諮問委員会
国際諮問委員会（International Advisory Board：略称IAB）は、サイバースペースの安全のためにIMPACT内に設置された。2015年1月時点で公式ホームページから確認できるメンバーは以下の通り。セキュリティー後進国の支援を初期段階の目標にしたためか、アフリカ諸国の関係者が多い。
- スティーブ・チャン　トレンドマイクロ社創業者兼会長
- ハマドゥン・トゥーレ　ITU事務局長
- ユージン・カスペルスキー　カスペルスキー社創業者
- フレッド・パイパー ロンドン大学教授
- Salim Sultan オマーンのセキュリティ会社CEO
- ギルバートG.ノエルウエドラオゴ ブルキナファソの情報技術大臣
- Samuel Lesuron Poghisio ケニアの情報通信大臣
- Ali Abbasov アゼルバイジャンの情報技術大臣
- ティム·アンウィン 英国連邦通信機構CEO
- Tim Archdeacon ABIリサート社長。元ニューヨーク高度道路交通協会の共同設立者
- VujicaLazović モンテネグロの情報技術大臣
- アブドゥ·ディウフ セネガルの元大統領
- Angela Sinaswee-Gervais

2013年にIAB会長を務めていたブレーズ・コンパオレ（アフリカ統一機構議長・ブルキナファソ元大統領）の名前は、現時点で確認できない。

## サイバー防衛サミット
NTT系シンクタンク情報通信総合研究所（ICR）の研究報告によれば、2012年に中東サイバー防衛サミット（Cyber Defence Summit 2012）がオマーンの首都マスカットにて開催され、その中心メンバーとしてITU-IMPACTが名を連ねている。このサミットは2011年にもアブダビで開催された。中東諸国の政府、銀行、石油、ガスなどの公共インフラ企業、ITU、NATO、FBI、欧米アジアの民間企業が集まったとされる。これは、中東諸国において電気・水道・ガス・銀行などの管理システムが大きくITに依存しており、サイバー攻撃により深刻な社会インフラの混乱が予想されるためとICRは分析している。日本ではサイバーテロにおいて水道などが止まる事は懸念されていないが、中東においては現実的な脅威として認識されている事がうかがい知れる。現地の報道で、ITU-IMPACT初のサイバーセキュリティ·イノベーションセンター設立の覚書がITUとの間に調印されたと報じられている。なお、ITUはサイバースペースを規制したがっているとの報道が存在する。

## ITU-IMPACT
ICRによれば、ITU-IMPACTとはITU加盟国142カ国による「ネットワーク」と記述されている。これらによれば、カスペルスキー社とITUが2012年5月28日に合同調査の際に発見した「Flame（フレーム）」（カスペルスキーの命名はWorm.Win32.Flame）に起源を発する。
このウイルスは極めて攻撃性が高くセキュリテーソフトを停止させるなど危険なコンピューターウイルスの一種マルウェアであると公表された。同日、イランも大規模汚染を公表し、43のウイルス対策ソフトでも検出できないこのマルウェアを「Flame」とし、一連の攻撃名称も同様にFlameと名付けた。カスペルスキー社の調査によると、この感染地はイラン189、イスラエル・パレスチナ98、スーダン32、シリア30、レバノン18、サウジアラビア10、エジプト5だったという。
2012年6月1日にはニューヨークタイムズがイランの核開発を阻止する目的でアメリカが開発したと報じているが真相は不明である。
同記事はこのサイバー攻撃案によって核関連施設の空爆実行案が未実行に終わった事も示唆しているが、これも真相不明である。なお、イスラエル政府首脳部が事件直後に核戦争を止めるためならウイルス開発もやむなしとの趣旨発言を行った為に、イスラエル犯人説や米国イスラエル共同説も存在する。
ITUはこれら驚異的な性能をもつウイルスを「スーパーサイバー兵器」と名付け、ITU-IMPACTを通じて各国政府に警告を発するとしている。